# Солёный (Саратовская область)
Солёный — посёлок в Самойловском районе Саратовской области. Входит в состав сельского поселения Святославское муниципальное образование. 

## География
Находится на расстоянии примерно 28 километров по прямой на северо-запад от районного центра поселка Самойловки.

## История
Официальная дата основания 1910 год.

## Население
Постоянное население составило 167 человека (русские 92%) в 2002 году, 24 в 2010.